# Târgoviște

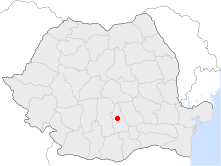
Târgoviștes läge i Rumänien.

Târgoviște [tɨrˈgoviʃte]  är en stad i județet Dâmbovița i södra Rumänien. Staden hade 79 610 invånare enligt folkräkningen 2011. På juldagen 1989 avrättades diktatorn Nicolae Ceaușescu här (se Rumänska revolutionen 1989).